# St. Ulrich (Königswiesen)

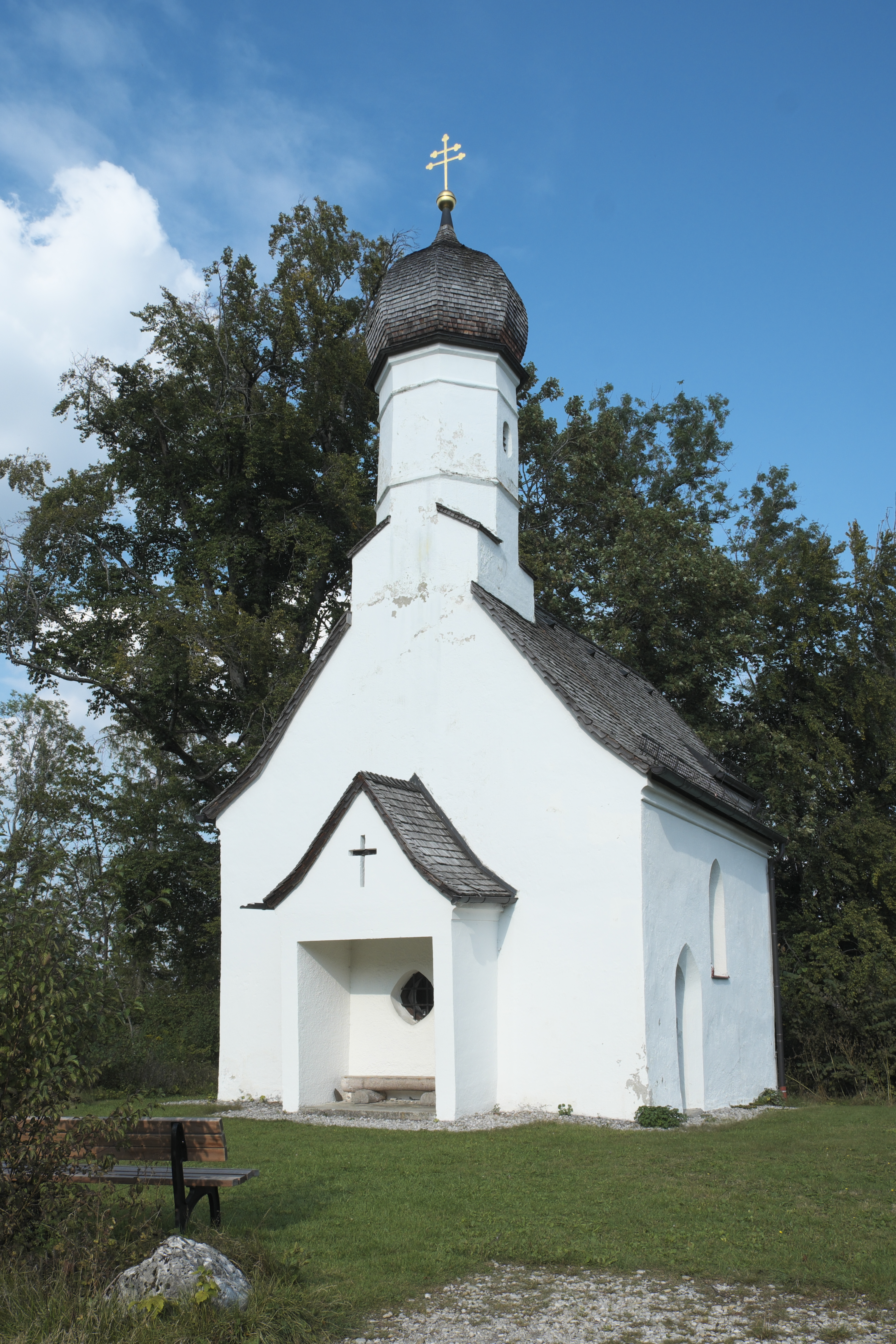
Kirche St. Ulrich

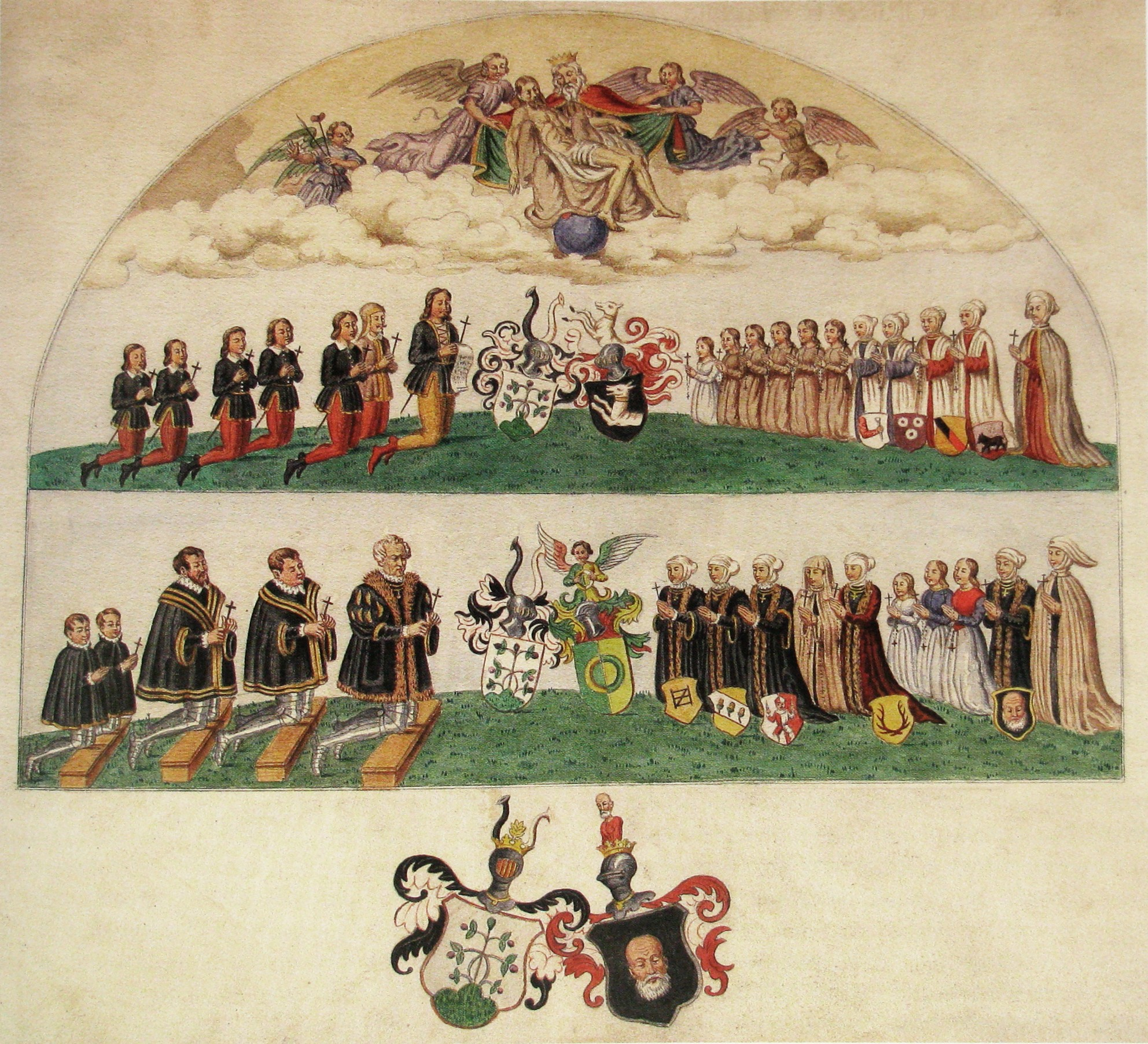
Stifterbild der Familie Weiler in St. Ulrich, um 1580

Die katholische Filialkirche St. Ulrich steht als letztes verbleibendes Bauwerk des ursprünglichen Königswiesens heute im Wald südlich außerhalb des Ortes Königswiesens an der Hangkante über dem Mühlthal. Die Kirche ist im Kern ein spätgotischer, kleiner Saalbau. Sie ist als Baudenkmal in die Bayerische Denkmalliste eingetragen.

## Gebäude
Auf dem Dach des Westgiebels hat sie ein aufgesetztes Türmchen, das zunächst einen quadratischen Querschnitt aufweist und nach oben zum Achteck übergeht. Das Bauwerk wurde im 18. Jahrhundert umgebaut, aus dieser Zeit stammt die barocke Zwiebelhaube. Im Inneren befinden sich heute eine einfache Figur des heiligen Ulrich und ein restauriertes Stifterbild. Am Chorbogen sind Wappen der ehemaligen Lehnsherren von Königswiesen angebracht, der Rest der Ausstattung ist verloren.
Seit 1524 ist diese Kirche in Königswiesen nachgewiesen, vermutlich hatte sie einen Vorgängerbau.
Die Kapelle ist das letzte Überbleibsel der früheren Siedlung Königswiesen, die heute (1865 wurde die Siedlung niedergelegt) eine Wüstung ist. Der heutige Ort Königswiesen (vorher: Hauser Berg) liegt nun nördlich davon.

## Patrozinium

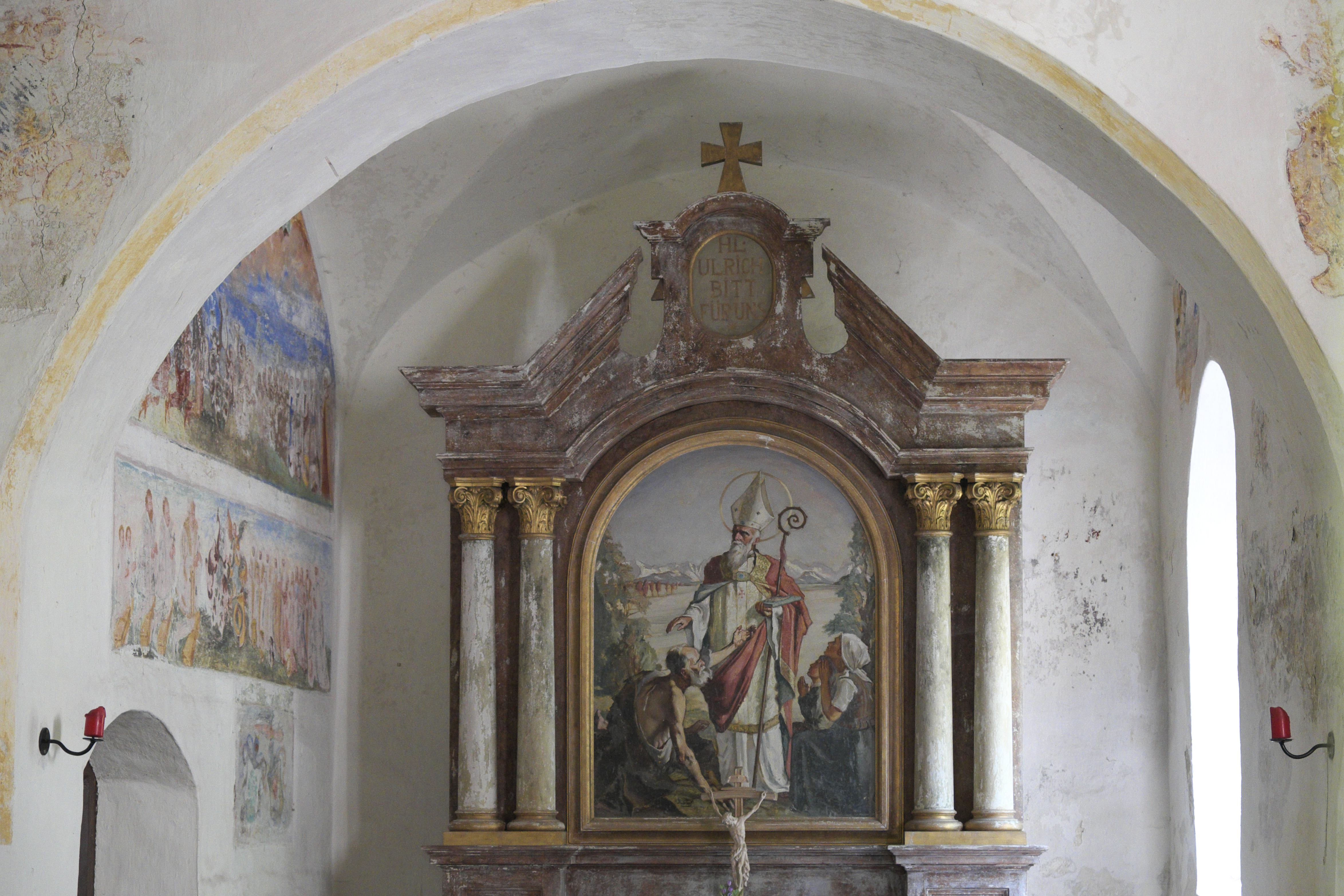
Altar mit Bild des heiligen Ulrich

Trotz des Patroziniums des heiligen Ulrich von Augsburg gehört die Kirche heute zum Erzbistum München und Freising. Die Grenze zum Bistum Augsburg verläuft von Starnberg entlang der Würm nach Norden, so dass das Kirchlein auf dem westlichen Hochufer eigentlich zu Augsburg gehören würde. Allerdings macht die Bistumsgrenze genau um St. Ulrich einen Bogen. Die Geschichte von Königswiesen mit der langen Zeit des Besitzes durch das Bistum Freising kann als Erklärung dienen. Andererseits deutet das Patrozinium darauf hin, dass es auch Augsburger Einflüsse gab.